# Ensemble Recherche
Ensemble Recherche — німецький камерний ансамбль, виконувач академічну музику XX–XXI століть. Заснований у 1985 року, базується у Фрайбурзі.
До складу ансамблю входить дев'ять музикантів: скрипка, альт, віолончель, флейта, гобой, кларнет і два виконавця на ударних інструментах.
Репертуар ансамблю починається з композиторів Нововіденської школи і доходить до сучасних творів (Браян Фернехоу, Вальтер Ціммерман, Йоганес Шьольгорн та ін). Музиканти Ensemble Recherche здійснили прем'єрні виконання понад 400 творів різних композиторів. Окремий інтерес Ensemble Recherche проявляє також до сучасних перекладення старовинної музики (до початку XVIII століття).